# Akuriyó
L'akurio, també conegut com Akuriyó, és un llengua amenaçada carib que va ser utilitzat pels akuriyós a Surinam fins a finals del segle xx, quan el grup va començar a utilitzar el tiriyó. L'akuriyó no té un sistema d'escriptura.

## Estat
Es creu que l’últim parlant nadiu va morir a la primera dècada de la dècada de 2000, moment en què només es calculava que 10 persones tenien l'akuriyó com a segona llengua. El 2012, només quedaven dos semiparlants.
Sepi Akuriyó, un dels darrers parlants supervivents d’Akuriyó, va desaparèixer el 2 de desembre de 2018, quan un avió petit que transportava 8 persones va desaparèixer durant un vol sobre la selva amazònica. Es va desconvocar una operació de cerca i rescat al cap de dues setmanes.